# Paldy Bokila
Paldy Bokila (2 februari 1978) is een Congolees-Nederlands voormalig voetballer die als middenvelder speelde. 
Hij groeide op in Zelhem en speelde eerst voor SDOUC en Excelsior'31. In het seizoen 2003/2004 speelde hij tien wedstrijden voor TOP Oss in de Eerste divisie en daarna speelde hij voor FC Brussels. Hij trok naar Italië waar hij in het regionale amateurvoetbal ging spelen. Zijn vader, Ndingi Bokila kwam uit voor KRC Harelbeke en zijn broers Jeremy en Wim werden eveneens profvoetballer.